# De arte venandi cum avibus
De arte venandi cum avibus (O umění lovit s ptáky) je kniha o sokolnictví a ptactvu, sepsaná v první polovině 13. století císařem Fridrichem II. Při tvorbě se opíral o své zkušenosti se sokolnictvím a popsal všechny povinnosti sokolníka, lovecké způsoby, spolupráci se psy a také poznávací znaky a chování kořisti. Jde o jedno z nejvýznamnějších zoologických děl středověku.

## Originál
Císařův vlastní exemplář byl tematicky rozvržen do šesti bohatě ilustrovaných knih a byl rozsáhlý jako dvě knihy žalmů. V roce 1248 padl do rukou Fridrichových nepřátel, poslední zmínka o něm pochází z let 1264-1265 a od té doby je nezvěstný. Dochovaly se jen texty a miniatury, přičemž žádný z dochovaných opisů nevychází bezprostředně z originálu.

## Kopie

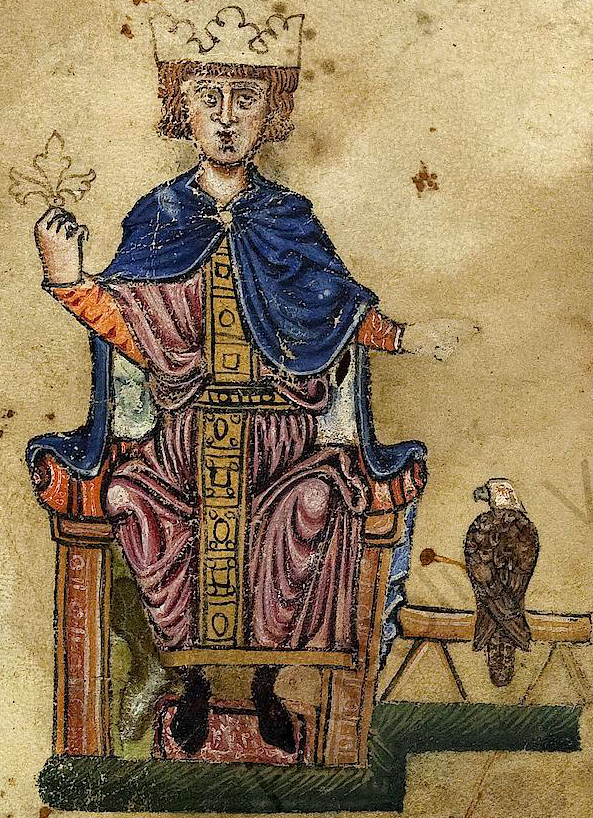
Miniatura Fridricha II. z vatikánského rukopisu.

Nejkrásnější[zdroj?] je opis, který si nechal pořídit pro vlastní potřebu v letech 1258-1266 Fridrichův syn Manfréd Sicilský, také sokolník. Původní text byl zkrácen a doplněn vlastními Manfredovými poznámkami. Dílo bylo ukradeno roku 1248 při promyšleném výpadu právě v okamžiku, kdy se císař a jeho syn věnovali sokolnictví. Kronikáři se přou, kdo dílo vlastně ukradl. Byli to s největší pravděpodobností Arabové, kteří také byli náruživými sokolníky. Císař se od nich také učil např. zahalování sokolů za pomoci čepiček.
Dnes je cenný rukopis uložen ve Vatikánské knihovně v Římě. Je vyzdoben více než pěti sty obrazy osmdesáti různých druhů ptáků.